# Verlengde vierkante koepel
Een verlengde vierkante koepel is in de meetkunde het johnsonlichaam J19. Deze ruimtelijke figuur kan worden geconstrueerd door een vierkante koepel J4 op een achtzijdig prisma te plaatsen en is het deel van onder andere een romboëdrische kuboctaëder, een archimedisch lichaam.
De 92 johnsonlichamen werden in 1966 door Norman Johnson benoemd en beschreven.
- (en)  MathWorld. Elongated Square Cupola